# Piri
|  | Aquest article tracta del soldà. Si cerqueu l'instrument musical vegeu piri (instrument musical) |

Piri o Piritegin (Piri Takin, Piritagin, Piri Tegin) fou soldà de Gazni vassall dels samànides. Va governar del 975 al 977. Fou portat al tron pels seus companys, a la mort de l'anterior cap Bilgategin.
Durant el seu regnat es va produir el darrer aixecament de l'anterior dinastia local del deposat Abu Bakr Lawik; els rebels foren esclafats el 977. El vencedor, Subuktegin fou aclamat per les tropes com a nou soldà (abril del 977). La sort de Piri no és coneguda.